# 药物化学
药物化学（pharmaceutical/medicinal chemistry）简称药化，是建立在化学和藥学基础上，对药物结构和活性进行研究的一门学科。研究内容涉及发现、修饰和优化先导化合物，从分子水平上揭示化学药物、生理活性物质、天然活性成分的化学结构、理化性质、化学合成、体内代谢、化学结构与药效的相互关系、药物作用的化学机制，以及寻找新药的途径和方法。此外，与创制和发展新药有关的化学规律和方法均属药物化学研究的范畴。
药物化学的任务包括：研究药物的化学结构和活性间的关系（构效关系）；药物化学结构与物理化学性质的关系；阐明药物与受体的相互作用；鉴定药物在体内吸收、转运、分布的情况及代谢产物；通过药物分子设计或对先导化合物的化学修饰获得新化学实体创制新药。

## 药物化学的历史
19世纪以前的药学作为商品学的一个分支学科，研究的对象是一些天然来源的药物，直到19世纪开始人们从一些天然药物中陆续分离出一些具有生理活性的化学物质（从鴉片中分离出镇痛药吗啡、从颠茄中分离出抗胆碱药阿托品、从金鸡纳树皮中分离出抗疟药奎宁等），以药物分子为主要研究对象的药物化学开始从原来的药物学中独立出来成为一个独立的学科。
随着包括化学、生理学、生物化学在内的众多相关学科的发展，人们对药物分子结构的认知更加清楚，对药物结构和药物活性之间的关系也更加清晰，并产生了解释药物药理作用机理的众多理论，在这些理论的指导下，人们开始对有生理活性的天然来源的药物分子结构进行修饰改造。同时，有机化学尤其是有机合成理论和技术的发展使得人们能够轻松合成较复杂的分子，人们对药物分子改造的设想也得以实现，并使得合成药物取代了天然来源的提取药物成为人们主要应用的药品。
近年来，分子生物学、基因组学和信息技术飞速发展，人们对一些疾病机理的了解更加清楚，可以对生物大分子和药物小分子的相互作用过程进行计算模拟，定量分析药物的结构和活性的关系，20世纪60年代Hansch和藤田创立了基于二维定量构效关系的Hansch方法，标志着药物化学进入了合理药物设计（Rational Drug Design）的阶段，现在的药物化学家可以借助高性能计算机的帮助，定量地预测某一药物分子结构的生理活性，有目标地设计药物分子。

## 引用
1. ↑  . 术语在线. 全国科学技术名词审定委员会. （简体中文）
2. ↑  Verma, Rajeshwar P.; Hansch, Corwin. . Protocol Exchange. 2007  [2009-05-11]. doi:10.1038/nprot.2007.125 . （原始内容存档于2007-05-01）. A regression program that has dual databases of over 21,000 QSAR models
3. ↑  Madsen U, Krogsgaard-Larsen P, Liljefors T. . Washington, D.C.: Taylor & Francis. 2002. ISBN 978-0-415-28288-8.
4. ↑  Ganellin CR, Jefferis R, Roberts SM. . . Elsevier. 2013. ISBN 9780123971760.
5. ↑  Yuan Y, Pei J, Lai L. . Current Pharmaceutical Design. Dec 2013, 19 (12): 2326–2333. PMID 23082974. doi:10.2174/1381612811319120019.